# Cambridge University Library
Die Cambridge University Library (deutsch Universitätsbibliothek Cambridge) ist die Zentralbibliothek der Universität Cambridge in England. Die innerhalb der Universität oft kurz als UL bezeichnete Bibliothek ist mit einem Bestand von etwa 9 Millionen Medieneinheiten die größte der über hundert zur Universität Cambridge gehörenden Bibliotheken. 21 dieser Bibliotheken werden im Rahmen eines Verbundsystems von der UL mitverwaltet. Der Bestand der Bibliothek wächst jährlich um etwa 100.000 Einheiten.
Die Cambridge University Library ist eine der sechs Pflichtexemplar-Bibliotheken im Vereinigten Königreich. Ungewöhnlich für Pflichtexemplar-Bibliotheken ist, dass ein großer Teil der Bestände im Freihandsystem aufgestellt oder ausleihbar ist.
Die Bibliothek war ursprünglich in den Old Schools der Universität in der Nähe des Senate House untergebracht, bis Platzmangel in den 1930er Jahren den Neubau eines Bibliotheksgebäudes im Westen des Stadtzentrums erforderlich machte, das nach Plänen des Architekten Giles Gilbert Scott errichtet wurde.
Seit April 2017 leitet Jessica Gardner die Bibliothek als Universitätsbibliothekarin. Sie ist nach ihrer Vorgängerin Anne Jarvis die zweite Frau in diesem Amt.

## Geschichte
An der Universität Cambridge gab es bereits Mitte des 14. Jahrhunderts eine Sammlung von Büchern, die vermutlich in Truhen untergebracht waren. Die erste Erwähnung einer „Bibliothek“ stammt aus dem 15. Jahrhundert: Im März 1416 vermachte William Loring der Universität Cambridge testamentarisch drei juristische Bücher, die auf ewig in communi libraria scolarium universitatis (in der gemeinsamen Bibliothek der Gelehrten der Universität) verbleiben sollten.
Im selben Jahrzehnt wurde die Bibliothek im damals erbauten Old Schools-Gebäude untergebracht. Der früheste erhaltene Katalog von etwa 1424 enthält 122 Bände, der zweitälteste von 1473 330 Bände.  Seit dem 16. Jahrhundert vergrößerte sich die Bibliothek durch zahlreiche Stiftungen; ihr Wachstum wurde durch die Zuerkennung des Pfllichtexemplar-Rechts weiter beschleunigt. Zur Unterbringung des gewachsenen Bücherbestandes wurde von 1837 bis 1842 das Cockerell Building an der Senate House Passage errichtet.

### Bibliothekare
Die Verwaltung der Bibliothek gehörte ursprünglich zu den Pflichten des Kaplans der Universität. Erst 1577 wurde mit William James der erste Bibliothekar der Universität Cambridge ernannt; die erste Dienstanweisung stammt aus dem Jahr 1582. Von 1721 bis 1828 gab es zudem den Posten eines Oberbibliothekars (Protobibliothecarius).
Bekannte Bibliothekare waren u. a. Abraham Wheelocke im 17. Jahrhundert, Augustus Theodore Bartholomew, der klassische Philologe Alwyn Faber Scholfield (1923–1949) und in jüngster Zeit E. B. Ceadel, Frederick William Ratcliffe (1980–1994), Peter Fox (1994–2009) und Anne Jarvis (2009–2017). Andere bemerkenswerte Bibliothekare waren der Bibliograph Henry Bradshaw und der Dichter Charles Edward Sayle (1864–1924), Verfasser einer Geschichte der Bibliothek.

## Gebäude
Auf den Universitätsbibliothekar A. F. Scholfield geht die Initiative zum Bau eines neuen, größeren Bibliotheksgebäudes zurück. Als Standort wurde ein 3,2 ha großes Grundstück gewählt, auf dem sich früher das gemeinsame Cricketfeld von King’s College und Clare College befunden hatte. Zu Beginn des Ersten Weltkriegs wurde es vom War Office beschlagnahmt, das dort von 1914 bis 1919 das 1st Eastern General Hospital, ein Lazarett mit bis zu 1700 Betten, betrieb. Für die Baukosten kamen die Colleges der Universität und private Spender auf, wobei John D. Rockefeller den größten Anteil übernahm. Auf eine Anregung Rockefellers geht auch der weithin sichtbare Turm über dem Haupteingang zurück.

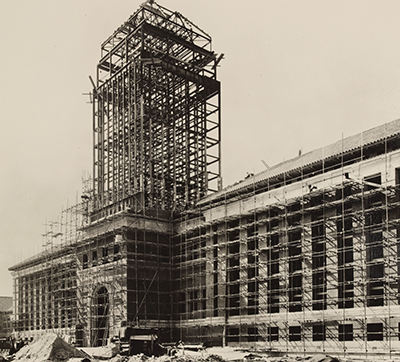
Das neue Hauptgebäude während des Baus

Entworfen wurde der von 1931 bis 1934 errichtete Neubau von dem Architekten Giles Gilbert Scott, der auch den benachbarten Clare Memorial Court des Clare College erbaut hatte. Das Gebäude lehnt sich an dessen Architektur an und erinnert an Scotts Industriebauten, wie zum Beispiel die Bankside Power Station in London (heute Tate Modern). Der Turm ist 48 Meter (157 Fuß) hoch und damit 1,8 Meter (6 Fuß) niedriger als die Spitze der Kapelle des St. John’s College, überragt aber die Spitze der berühmten King’s College Chapel um 3 Meter (10 Fuß). Eine urbane Legende behauptete, im Turm seien die pornographischen Bücher der Bibliothek untergebracht. Das Gebäude steht unter Denkmalschutz (Grade II listed building). Eine Reihe von originalen Bücherschränken aus dem 17. und 18. Jahrhundert wurden im Neubau wieder aufgestellt.
Seitdem wurde die Bibliothek mehrfach durch ebenerdige und unterirdische Magazinanbauten erweitert. Der von Tadao Aoi gestiftete Aoi Pavillon wurde 1998 eröffnet und beherbergt die japanischen und chinesischen Sammlungen.
Um den zukünftigen Bestandszuwachs unterbringen zu können, wurde 2018 in Ely eines der weltweit größten Bibliotheksmagazine mit mehr als 100 Regalkilometern Stellplatz fertiggestellt. Die Baukosten betrugen 17,1 Millionen Pfund.

## Bestände
Insgesamt enthält die Universitätsbibliothek mehr als 7 Millionen Bücher und Broschüren sowie mehr als 1,5 Millionen Zeitschriftenbände.
Sie besteht aus fünf separaten Teilen: Die Universitätsbibliothek im Hauptgebäude, die medizinische Bibliothek, ein nach Betty und Gordon Moore benannter Teil als Aufbewahrungsort für Werke mathematisch-naturwissenschaftlichen Inhalts, die zentrale wissenschaftliche Bibliothek (ehemals Aufbewahrungsort für wissenschaftliche Zeitschriften) und die rechtswissenschaftliche Bibliothek.
Ein wesentlicher Faktor für die Zunahme des Bestands ist, dass die Bibliothek der Universität Cambridge als eine von sechs Bibliotheken auf den Britischen Inseln das Recht auf kostenlose Pflichtexemplare aller gedruckten Veröffentlichungen im Vereinigten Königreich und der Republik Irland hat (die anderen sind die British Library in London, die National Library of Scotland in Edinburgh, die National Library of Wales in Aberystwyth, die Bodleian Library in Oxford und die Bibliothek des Trinity College in Dublin). Mit Ausnahme der British Library erhalten die Bibliotheken die Pflichtexemplare aber nicht unaufgefordert zugesandt, sondern müssen sie anfordern. Dafür wurde 2009 die Agency for the Legal Deposit Libraries ins Leben gerufen. Seit 2013 erstreckt sich das Pflichtexemplarrecht auch auf digitale und Online-Veröffentlichungen. Als einzige Pflichtexemplarbibliothek im Vereinigten Königreich stellt die Universitätsbibliothek Cambridge größere Teile ihres Bestands im Freihandbereich oder zur Ausleihe zur Verfügung.
Zu den Schätzen der Bibliothek gehören unter anderem:
- der Codex Bezae Cantabrigiensis, eine textgeschichtlich bedeutsame Handschrift des griechischen und lateinischen Neuen Testaments aus dem 5. Jahrhundert;
- der Codex Zakynthius, eine Handschrift des griechischen Neuen Testaments aus dem 6. Jahrhundert;
- die Taylor-Schechter-Sammlung aus der Kairoer Geniza mit über 140.000 hebräischen und arabischen Handschriften und Handschriftenfragmenten aus der Ben-Ezra-Synagoge in Kairo;
- die Carmina Cantabrigiensia (Cambridger Lieder), weltliche lateinische Gedichte des Mittelalters;
- ein Exemplar der Gutenberg-Bibel;
- die Royal Library, eine etwa 30.000 Bände umfassende Büchersammlung von John Moore, Bischof von Ely (1646–1714), die König Georg I. 1715 der Bibliothek schenkte;
- die Privatbibliothek von Lord Acton, die er testamentarisch der Bibliothek vermachte. Sie umfasst etwa 60.000 vorwiegend historische Bücher aus dem 15.–19. Jahrhundert, viele mit handschriftlichen Anmerkungen;
- eine Sammlung der Korrespondenz von Charles Darwin und Bücher aus seinem Besitz;
- die Hanson Collection mit Büchern zu Navigation und Schiffbau seit dem 16. Jahrhundert;
- die Bradshaw Collection, eine von Henry Bradshaw zusammengetragene Sammlung mit mehr als 14.000 Büchern aus oder über Irland, überwiegend vor 1850;
- die Bibliotheken der British and Foreign Bible Society und der Society for Promoting Christian Knowledge;
- die Bibliothek der Royal Commonwealth Society mit Publikationen zum Britischen Empire und den Ländern des Commonwealth;
- wertvolle Sammlungen arabischer, persischer, türkischer, tibetischer und ostasiatischer Handschriften;
- zahlreiche Nachlässe von Wissenschaftlern, Schriftstellern und Komponisten, unter anderem Isaac Newton, Lord Kelvin, Ernest Rutherford, G. E. Moore;
- etwa 1,5 Millionen Landkarten;
- die Archive des Royal Greenwich Observatory und der Universität Cambridge.

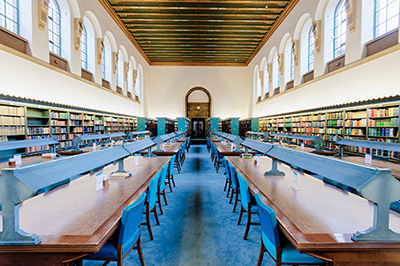
Hauptlesesaal

## Zugang
Die Bibliothek steht allen Mitgliedern der Universität (Lehrenden und Studierenden) zur Verfügung. Studenten im ersten und zweiten Studienjahr sowie Assistenten sind erst seit September 2010 ausleihberechtigt; vorher konnten sie nur die Präsenzbestände benutzen. Allerdings verfügen die einzelnen Colleges und Institute der Universität über eigene Bibliotheken mit Ausleihmöglichkeit. Angehörigen anderer Universitäten und sonstigen Benutzern kann auf Antrag Zutritt gewährt werden; sie können aber, wie in britischen Universitätsbibliotheken allgemein üblich, ebenfalls nur die Präsenzbestände nutzen.
Im eigens erbauten Milstein Exhibition Centre veranstaltet die Bibliothek ständig wechselnde Ausstellungen aus ihren Beständen, die öffentlich und kostenlos zugänglich sind.

## Janus
Im Jahr 2002 begann die Bibliothek unter dem Namen Janus ein Projekt zur Schaffung eines zentralen digitalen Katalogs für sämtliche Bibliotheks- und Archivbestände in Cambridge und Umgebung, der online und vor Ort konsultiert werden kann. In der ersten Phase des Projekts wurde die Struktur der Datenbank und Website entwickelt, in der zweiten Phase, die 2020 kurz vor dem Abschluss steht, die Suchfunktion implementiert.

## Digitalisierungsprojekt
Im Juni 2010 gab die Universität Cambridge bekannt, dass eine Stiftung in Höhe von 1,5 Millionen Pfund die Möglichkeit geschaffen habe, Teile des historischen Bestands der Universitätsbibliothek zu digitalisieren und im Internet frei zugänglich zu machen. Zunächst sollen zwei Sammlungen namens The Foundations of Faith (Grundlagen des Glaubens) und The Foundations of Science (Grundlagen der Wissenschaft) erstellt werden.

## Bibliotheken der Universität
- Marshall Library
- Parker Library
- Pendlebury Library of Music
- Wren Library

## Bestandsbeschreibungen
- J. C. T. Oates: A Catalogue of the Fifteenth-Century Printed Books in the University Library, Cambridge. Cambridge University Press, Cambridge 1954, ISBN 978-1-108-00848-8. Vorschau, Google Buchsuche
- Stefan C. Reif: Hebrew Manuscripts at Cambridge University Library: a description and introduction. Cambridge University Press, Cambridge 1997, ISBN 978-0-521-58339-8 Vorschau, Google Buchsuche